# St. Stephan (Heygendorf)

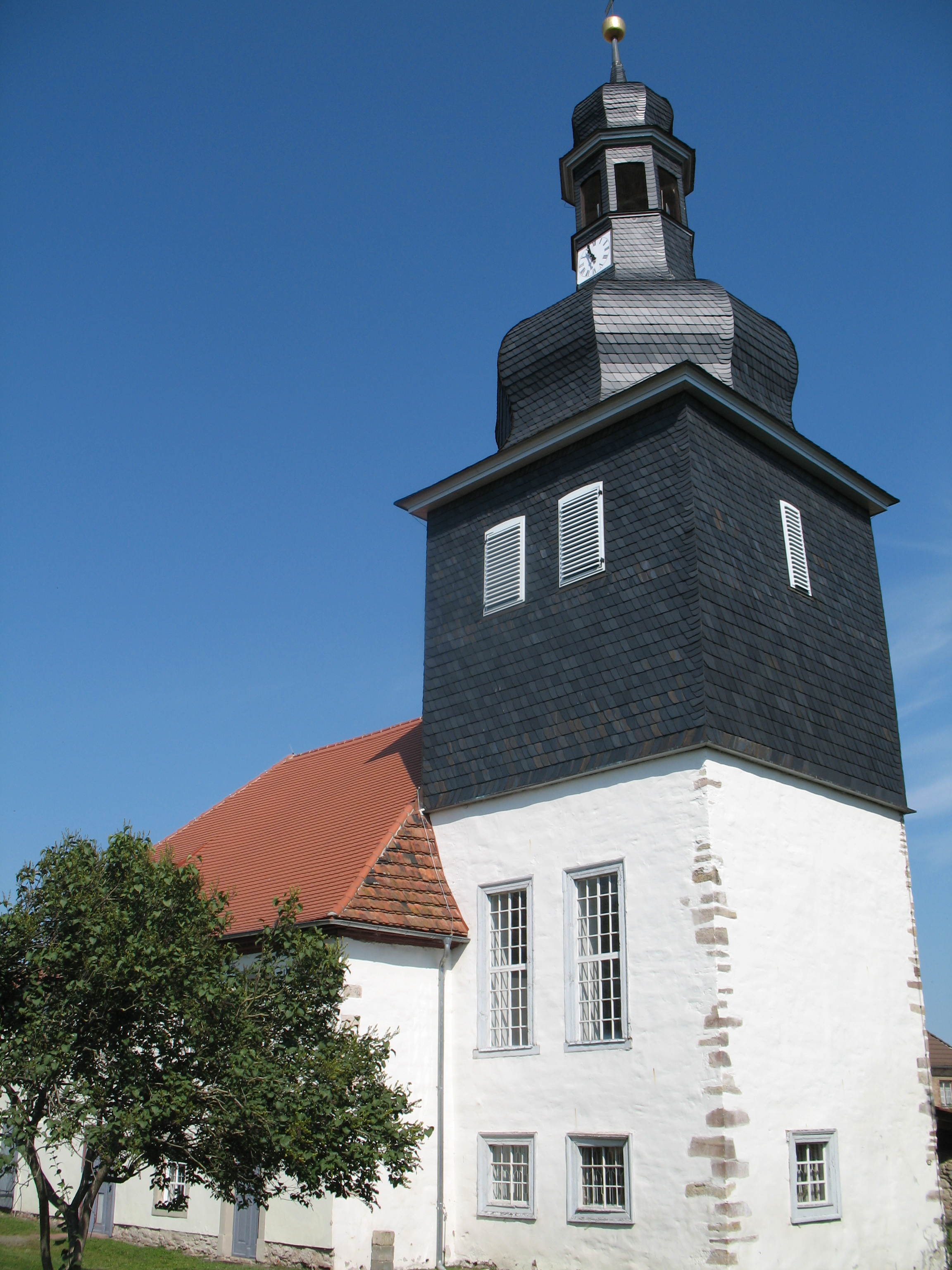
Heygendorf, St. Stephan

Die evangelisch-lutherische Kirche St. Stephan, nach dem heiligen Diakon der Jerusalemer Urgemeinde benannt, steht in Heygendorf, einem Ortsteil der Stadt und Landgemeinde Artern im thüringischen Kyffhäuserkreis. Die Kirchengemeinde gehört zur Pfarrei Allstedt/Wolferstedt im Kirchenkreis Bad Frankenhausen-Sondershausen in der Evangelischen Kirche in Mitteldeutschland.

## Beschreibung
Von dem romanischen Vorgängerbau haben sich nur die Grundmauern erhalten. Die heutige Gestalt erhielt die Saalkirche mit ihrem eingezogenen Chorturm bei dem Umbau nach 1687. Damals hat man dem Kirchenschiff zu beiden Langseiten dreiachsige Anbauten angefügt, die jedoch kürzer als das Kirchenschiff sind. Ferner wurde der Triumphbogen erhöht, die Kirchenausstattung erneuert und im Langhaus an drei Seiten zweigeschossige Emporen eingebaut. An den Chorturm wurde ein kreuzgewölbter Anbau als Gruft angefügt, der jedoch nicht mehr erhalten ist. Darüber wurde eine Treppe zur Nordempore und zur Sakristei errichtet. Bei einer weiteren Baumaßnahme wurde an den südlichen Seitenanbau ein Treppenhaus zur Empore angefügt. Gleichzeitig entstand der überdachte Gang vom Gutshaus zur Patronatsloge im ersten Emporengeschoss, der bis zur Mitte des 19. Jahrhunderts blieb. Das Langhaus und der Unterteil des Chorturms sind bis auf die Ecksteine verputzt. Das über die Anbauten reichende Walmdach ist mit Biberschwänzen gedeckt.
Das oberste Geschoss des Turmes aus verschiefertem Fachwerk ist durch eine Inschrift am östlichen Teil des Glockenstuhls mit „1779 - 1780“ datiert. In ihm hängen zwei Eisenhartgussglocken, die 1930 von Schilling & Lattermann gegossen wurden. Das Glockengeschoss hat je zwei gepaarte Klangarkaden und eine einfache. Es trägt eine achtseitige geschweifte Haube, die von einer gestreckten offenen Laterne mit Turmkugel gekrönt ist.
Die hohen, rechteckigen und quadratischen Fenster haben teils hölzerne, teils steinerne profilierte Gewände. An der Südseite befinden sich drei Portale. Das westliche Portal hat eine barocke Eingangstür mit einem ovalen Fenster darüber, es führt zur Treppe der eingebauten Emporen. Das mittlere Portal ist älter, es hat ein verkröpftes hölzernes Gewände und ein zweiflügeliges barockes Türblatt. Das östliche Portal hat steinerne Gewände mit einem verzierten Schlussstein.
Der Mittelteil des Langhauses ist mit einem verputzten, hölzernen und flachen Tonnengewölbe überspannt, das über einem profilierten Gesims ansetzt. Über den Emporen sind es Flachdecken. Die hölzernen Pfeiler der Emporen sind durch flachbogige Arkaden verbunden. Die Farbfassungen vom Chor, den Emporen und der Decke sind heute vereinfacht.
Der barocke Kanzelaltar von 1592 ist aus Alabaster gefertigt. Der fünfeckige Kanzelkorb hat ein Relief aus Akanthus. Er wird von korinthischen Säulen flankiert. Seitlich auf Postamenten stehen lebensgroße weibliche Skulpturen zweier Tugenden, durch Inschriften am Postament als Liebe und Glaube bezeichnet. Als Bekrönung auf dem Bogenfeld steht eine lebensgroße Figur des Auferstandenen. An der Nordwand des Chores befinden sich ein Epitaph und ein hölzernes, lebensgroßes Kruzifix von 1615. An der südlichen Langhauswand ist eine Gedenktafel aus Alabaster angebracht, im Treppenanbau sind zwei Grabsteine.
Die Orgel hinter der barocken Brüstung der Empore hat 15 Register, verteilt auf 2 Manuale und Pedal, wurde um 1800 von einem unbekannten Orgelbauer errichtet.